# Patinaj viteză la Jocurile Olimpice de iarnă din 2018 - 3.000 metri (feminin)
Proba de patinaj viteză 3.000 metri feminin de la Jocurile Olimpice de iarnă din 2018 de la Pyeongchang, Coreea de Sud a avut loc pe 10 februarie 2018 la Gangneung Oval, Gangneung.

## Program
Orele sunt orele Coreei de Sud (ora României + 7 ore).
| Dată         | Ora         | Rundă  |
| ------------ | ----------- | ------ |
| 10 februarie | 20:00–21:50 | Finală |

## Rezultate
Proba a început la ora 20:00.
| Loc | Pereche | Pistă | Nume                     | Țară                         | Timp    | În plus |
| --- | ------- | ----- | ------------------------ | ---------------------------- | ------- | ------- |
| 1   | 5       | I     | Carlijn Achtereekte      | Olanda                       | 3:59,21 | —       |
| 2   | 9       | I     | Ireen Wüst               | Olanda                       | 3:59,29 | +0,08   |
| 3   | 11      | E     | Antoinette de Jong       | Olanda                       | 4:00,02 | +0,81   |
| 4   | 12      | E     | Martina Sáblíková        | Cehia                        | 4:00,54 | +1,33   |
| 5   | 11      | I     | Miho Takagi              | Japonia                      | 4:01,35 | +2,14   |
| 6   | 10      | I     | Ivanie Blondin           | Canada                       | 4:04,14 | +4,93   |
| 7   | 9       | E     | Isabelle Weidemann       | Canada                       | 4:04,26 | +5,05   |
| 8   | 3       | E     | Ayano Sato               | Japonia                      | 4:04,35 | +5,14   |
| 9   | 10      | E     | Claudia Pechstein        | Germania                     | 4:04,49 | +5,28   |
| 10  | 12      | I     | Natalya Voronina         | Sportivii Olimpici ai Rusiei | 4:05,85 | +6,64   |
| 11  | 8       | E     | Maryna Zuyeva            | Belarus                      | 4:05,96 | +6,75   |
| 12  | 1       | I     | Ida Njåtun               | Norvegia                     | 4:06,67 | +7,46   |
| 13  | 6       | I     | Francesca Lollobrigida   | Italia                       | 4:08,58 | +9,37   |
| 14  | 3       | I     | Luiza Złotkowska         | Polonia                      | 4:09,69 | +10,48  |
| 15  | 2       | E     | Nikola Zdráhalová        | Cehia                        | 4:11,36 | +12,15  |
| 16  | 5       | E     | Karolina Bosiek          | Polonia                      | 4:12,44 | +13,23  |
| 17  | 4       | E     | Katarzyna Bachleda-Curuś | Polonia                      | 4:12,57 | +13,36  |
| 18  | 1       | E     | Kim Bo-reum              | Coreea de Sud                | 4:12,79 | +13,58  |
| 19  | 8       | I     | Ayaka Kikuchi            | Japonia                      | 4:13,25 | +14,04  |
| 20  | 7       | E     | Brianne Tutt             | Canada                       | 4:13,70 | +14,49  |
| 21  | 6       | E     | Hao Jiachen              | China                        | 4:15,56 | +16,35  |
| 22  | 7       | I     | Carlijn Schoutens        | Statele Unite ale Americii   | 4:15,60 | +16,39  |
| 23  | 4       | I     | Roxanne Dufter           | Germania                     | 4:16,87 | +17,66  |
| 24  | 2       | I     | Liu Jing                 | China                        | 4:20,95 | +21,74  |